# Shoot Me Again
«Shoot Me Again» es la séptima canción del álbum St. Anger de la banda de heavy metal Metallica compuesta por James Hetfield, Lars Ulrich, Kirk Hammett y Bob Rock. 
La letra de la canción puede entenderse como alguien que fue disparado pero aún no ha muerto e incita que le disparen otra vez para finalmente acabar con su vida, o bien, como una persona que la vida le ha dado un golpe duro y quiere que lo hagan otra vez. También expresa como se siente esa persona por la situación en la que está.
La canción no fue lanzada como sencillo.

## Créditos
- James Hetfield: voz, guitarra
- Kirk Hammett: guitarra
- Bob Rock: bajo eléctrico (solo estudio)
- Lars Ulrich: batería, percusión

- Datos: Q6127155